# Jane Novak
Jane Novak (St. Louis, 12 de janeiro de 1896 — 3 de fevereiro de 1990) foi uma atriz de cinema estadunidense da era do cinema mudo, cuja carreira estendeu-se ao cinema sonoro. Ela atuou em 115 filmes entre os anos 1913 e 1954.

## Biografia
Jane Novak era filha de Joseph, um imigrante da Boêmia, e Barbara Novak. Seu pai faleceu quando Jane ainda era criança, e sua mãe criou os cinco filhos. Novak era irmã mais velha da também atriz de cinema Eva Novak.
Novak estudou num convento, mas fugiu com um amigo, com o qual criou um ato de vaudeville. Embora ela tenha voltado para casa, uma tia convidou-a para ir à Califórnia, onde começou a atuar em filmes em 1913, aos 17 anos. A atriz começou a atuar em uma companhia de palco com seu tio em St. Louis. Sua carreira expandiu-se até o aparecimento do filme sonoro, e atuou em um total de 115 filmes.

## Carreira
Ela apareceu em um filme já em seu primeiro dia no sul da Califórnia, antes de haver um estúdio de cinema em Hollywood. Lá, ela conheceu Frank Newburg, que era, na época, galã de Ruth Roland na Kalem Company e American Mutoscope and Biograph Company. Newburg levou-a para um estúdio em Santa Mônica, Califórnia, onde sua tia, Anne Schafer, era uma estrela popular. A partir de 1913, Jane atuou em vários curta-metragens da Vitagraph Studios, tais como Anne of the Trails (1913), At the Sign of the Lost Angel (1913) e Sacrifice (1913/II) estrelados por sua tia Anne.

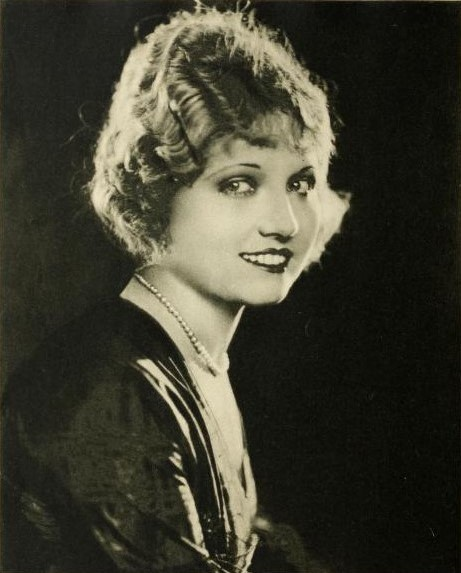
Eva Novak, irmã de Jane.

Newburg e Novak casaram-se em 1915, e tiveram uma filha. O casamento, porém, foi breve, e se divorciaram em 1918.

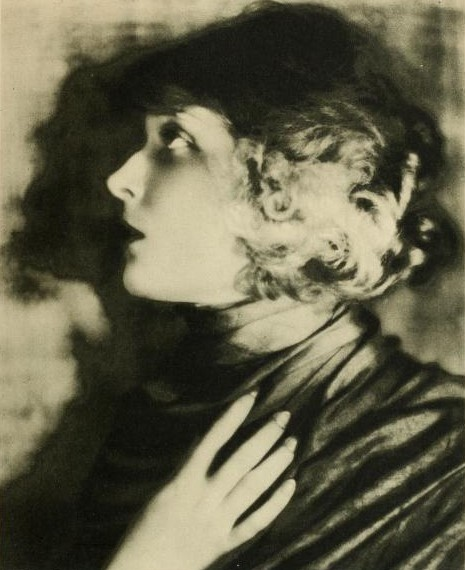
Foto publicitária de Jane Novak em Stars of the Photoplay (1924).

Novak resistiu mais tempo como intérprete, em parte, por sacrificar papeis sensacionalistas em função de papeis mais fortes em filmes mais saudáveis. Algumas atrizes que foram contemporâneas de Novak rapidamente encontraram o estrelato, mas foram esquecidas logo depois, enquanto ela foi considerada uma garota à moda antiga. Como resultado, Novak, recusou-se a trabalhar em filmes com outras protagonistas. Ela atuou ao lado de Wallace Beery, Tom Mix, Hobart Bosworth, Alan Hale Sr., Tom Moore e Lewis Stone. Ao mesmo tempo, ela foi contratada para se casar com a estrela do Western William S. Hart, embora o casamento nunca tenha acontecido. Ela é celebrada por seus Westerns, e fez 5 filmes com Hart.
Os filmes de Novak foram baseados em histórias ao ar livre. Alguns desses filmes foram Treat 'Em Rough (1919), Kazan (1921), Isobel (1920), The River's End (1920) e The Rosary (1922). Em março de 1922, ela já tinha sua própria empresa e estava sob contrato para cinco filmes, com um salário de $1.500 por semana. Novak fez fortuna com seus filmes nos anos 1920, porém perdeu muito com a queda da bolsa.
Em 1929, Novak atuou ao lado de Richard Dix na produção em Technicolor Redskin. O filme era para ser sonoro, mas houve uma disputa de contrato envolvendo o filme final de Dix para a Paramount Pictures, e acabou sendo filmado ainda como um filme mudo. A voz de Novak era boa, mas ela fez poucos filmes após o advento do som. Um deles foi um épico da Segunda Guerra Mundial intitulado The Yanks Are Coming, em 1942, com Slapsie Maxie Rosenbloom. Ela também atuou no filme de Alfred Hitchcock Foreign Correspondent, em 1940.
Em 1974, a estrela publicou um livro intitulado Treasury of Chicken Cooking, publicado pela Harper & Row, uma coleção de 300 receitas compiladas por Novak, ao longo dos anos, todos de sua autoria.
A última vez que Novak apareceu nas telas foi no documentário de 1988 Harold Lloyd: The Third Genius, de David Gill e Kevin Brownlow. Jane morreu em Woodland Hills, Califórnia, em 1990, aos 94 anos (sua irmã Eva viveu até os 90 anos). Está sepultada no Cemitério San Fernando Mission.

## Filmografia parcial

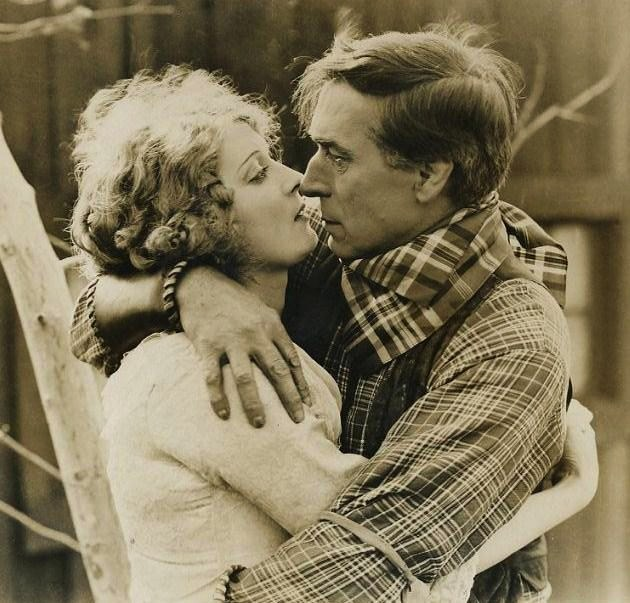
Jane Novak e William S. Hart em Three Word Brand, em 1921.

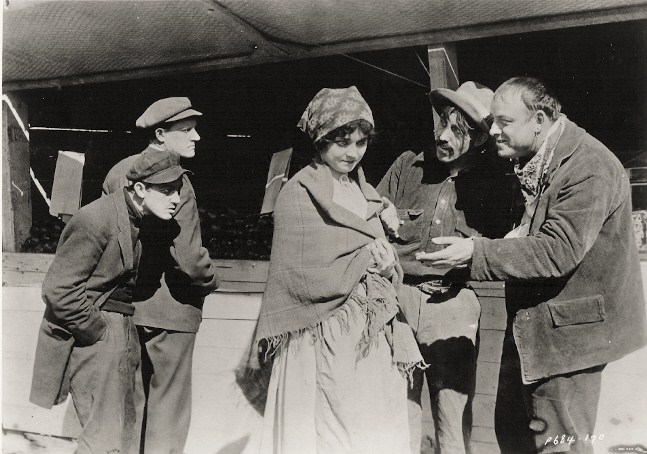
Jane Novak, Harold Lloyd e Roy Stewart em From Italy's Shores, em 1915.

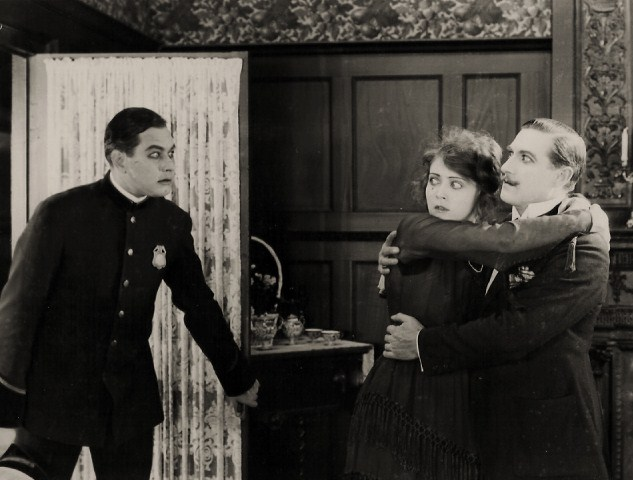
Jane Novak e Rupert Julian em The Fire Flingers, em 1919.

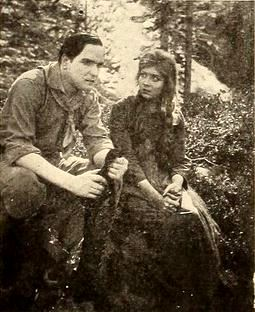
The Wolf (1919) com Earle Williams e Jane Novak

- 1913: At the Sign of the Lost Angel de Rollin S. Sturgeon
- 1914: The Return of Jack Bellew de Robert Thornby
- 1914: Ginger's Reign de Burton L. King
- 1914: The Ghosts de William J. Bauman
- 1914: Maria's Sacrifice de William Humphrey
- 1915: From Italy's Shores de Otis Turner
- 1915: Tainted Money de Ulysses Davis
- 1915: Graft de George Lessey e Richard Stanton (seriado)
- 1915: The Hungry Actors de Hal Roach
- 1917: The Spirit of '76 de George Siegmann
- 1917: The Innocent Sinner de Raoul Walsh
- 1917: The Eyes of the World de Donald Crisp
- 1918: Selfish Yates de William S. Hart
- 1918: The Temple of Dusk de James Young
- 1918: String Beans de Victor Schertzinger
- 1919: Treat'Em Rough de Lynn Reynolds
- 1919: The Money Corral de William S. Hart
- 1919: His Debt de William Worthington
- 1919: Man's Desire de Lloyd Ingraham
- 1919: The Wolf de James Young
- 1919: Wagon Tracks de Lambert Hillyer
- 1919: Behind the Door de Irvin Willat
- 1919: The Fire Flingers de Rupert Julian
- 1920: The River's End de Victor Heerman e Marshall Neilan
- 1920: The Great Accident de Harry Beaumont
- 1920: Isobel ou The Trail's End de Edwin Carewe
- 1921: The Other Woman de Edward Sloman
- 1921: Roads of Destiny de Frank Lloyd
- 1921: The Barbarian de Donald Crisp
- 1921: Three Word Brand de Lambert Hillyer
- 1922: Thelma de Chester Bennett
- 1922: The Rosary de Jerome Storm
- 1923: Jealous Husbands de Maurice Tourneur
- 1923: The Man Life Passed By de Victor Schertzinger
- 1924: The Lullaby de Chester Bennett
- 1924: The Man Without a Heart de Burton L. King
- 1924: The Prude's Fall de Graham Cutts (filme britânico)
- 1925: The Blackguard de Graham Cutts (filme germano-britânico)
- 1925: The Danger Signal de Erle C. Kenton
- 1925: The Substitute Wife de Wilfred Noy
- 1925: Lazybones de Frank Borzage
- 1925: The Lure of the Wild de Frank R. Strayer
- 1926: Whispering Canyon de Tom Forman
- 1927: One Increasing Purpose de Harry Beaumont[8]
- 1927: Closed Gates de Phil Rosen
- 1928: Free Lips de Wallace MacDonald
- 1928: Lost at Sea de Louis J. Gasnier
- 1929: Redskin de Victor Schertzinger
- 1936: Ghost Town[9] de Harry L. Fraser
- 1936: Hollywood Boulevard de Robert Florey
- 1940: Foreign Correspondent de Alfred Hitchcock (não-creditada)
- 1942: Gallant Lady de William Beaudine
- 1947: Desert Fury de Lewis Allen
- 1950: The File on Thelma Jordon de Robert Siodmak
- 1950: Paid in Full de William Dieterle (não-creditada)
- 1950: The Furies de Anthony Mann (não-creditada)
- 1953: Scared Stiff de George Marshall (não-creditada)
- 1954: About Mrs. Leslie de Daniel Mann (não-creditada)